# Pestner
Pestner je priimek več znanih Slovencev:
- Oto Pestner (*1956), pevec, skladatelj in aranžer zabavne glasbe